# Thung lũng Ma Thiên Lãnh

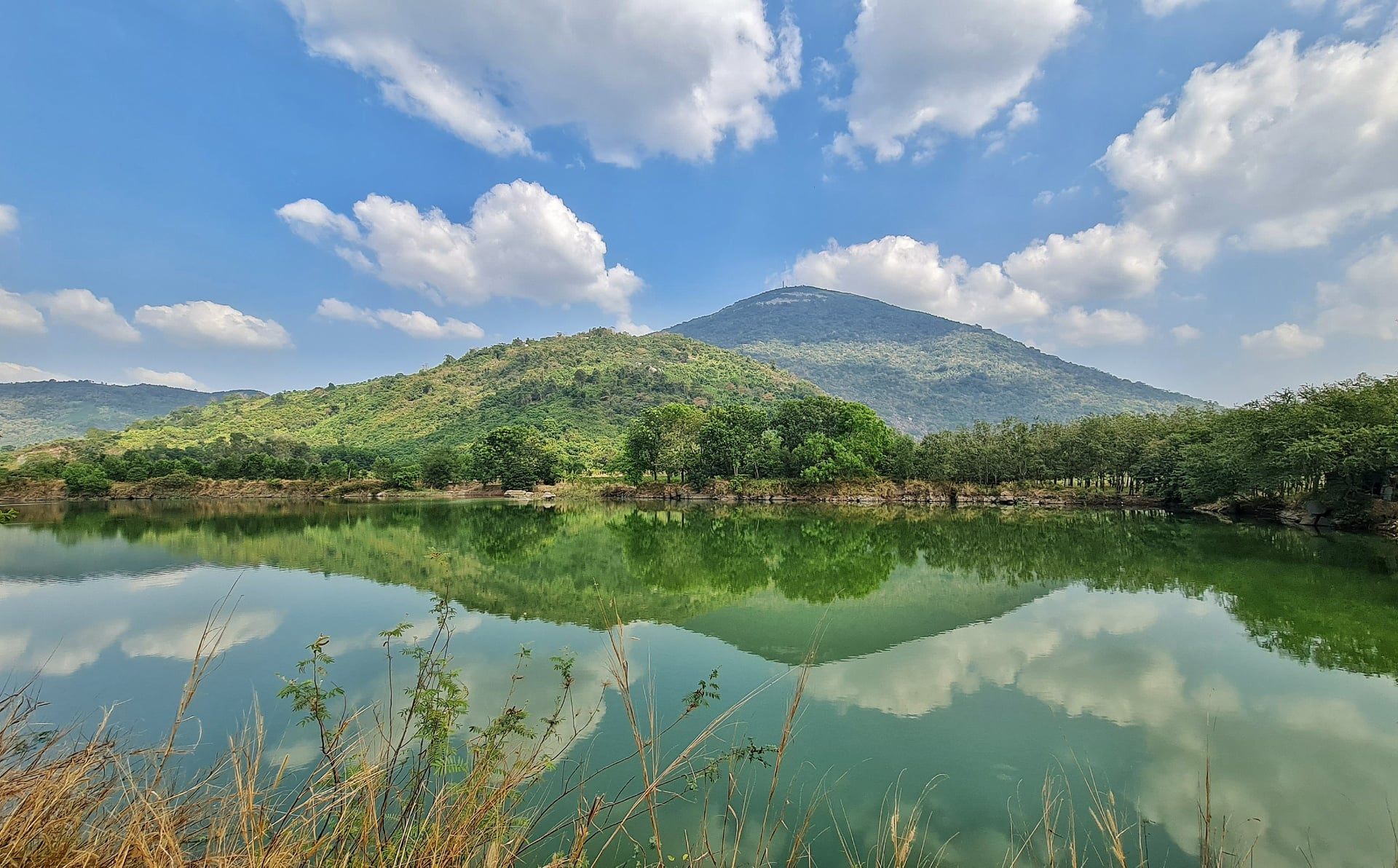
Một hồ nước tại Ma Thiên Lãnh.

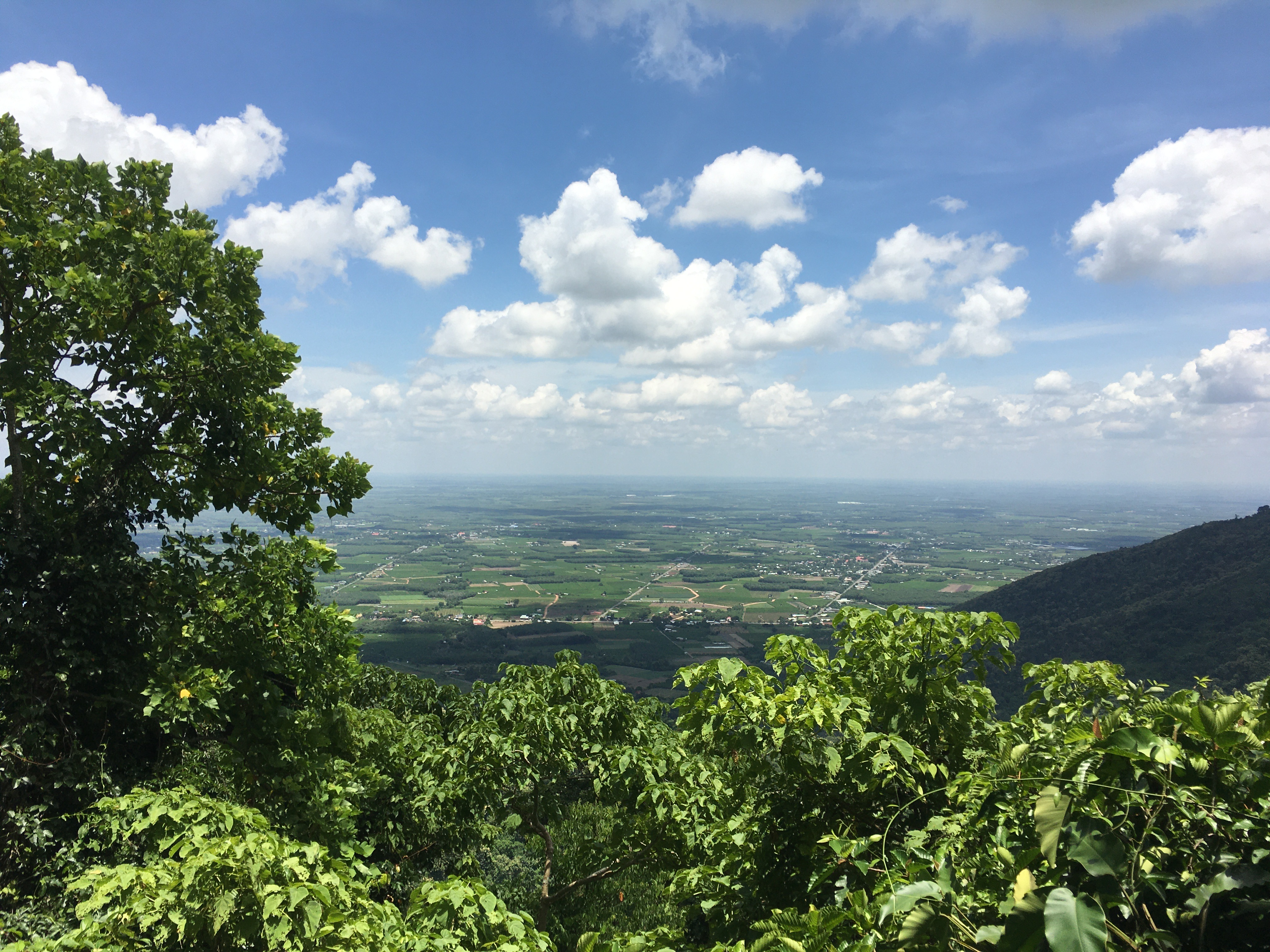
Từ thung lũng Ma Thiên Lãnh nhìn về phía chân núi.

Thung lũng Ma Thiên Lãnh là một thung lũng tại Tây Ninh nằm trong quần thể núi Bà Đen, là nơi tiếp giáp giữa ba ngọn núi là núi Heo (núi Đất), núi Phụng và núi Bà Đen thuộc địa phận phường Bình Minh. Nhiều tờ báo của Việt Nam đã ví von nơi này như "Đà Lạt của Đông Nam Bộ" vì không khí trong lành, mát mẻ. Ma Thiên Lãnh nằm cách thành phố Tây Ninh khoảng 10 km về hướng Đông – Bắc. Đây cũng là địa điểm đã thực hiện ghi hình cho bộ phim Con ma nhà họ Vương.

## Tên gọi
Theo nhiều người dân địa phương, tên gọi Ma Thiên Lãnh bắt nguồn từ câu chuyện thuở xưa khi tướng Tiết Nhân Quý vâng lệnh vua Đường Cao Tông của Trung Quốc tiến đánh Cao Câu Ly (Hàn Quốc và Triều Tiên ngày nay). Cuộc viễn chinh này đã gặp khó khi vô số quân binh phải bỏ mạng tại ngọn núi hiểm trở có tên Ma Thiên Lãnh. Chính vì vậy, cái tên đó đã được gán cho vùng đất hiểm trở này tại Tây Ninh.

## Đặc điểm
Thung lũng Ma Thiên Lãnh nằm ở độ cao trên 50 m, giữa lưng chừng núi Phụng. Tại đây còn sở hữu những quần thể địa danh kiến tạo khác như hang Ông Hổ, suối Vàng và đặc biệt là hồ Mây Núi. Hồ Mây Núi thực chất là một hồ nước nhân tạo được hình thành từ những hầm do khai thác đá mà ra.

## Du lịch
Theo quy hoạch được Ủy ban nhân dân tỉnh Tây Ninh phê duyệt, khu du lịch quốc gia núi Bà Đen sẽ được phân chia thành 8 phân khu trong đó Ma Thiên Lãnh sẽ trở thành tổ hợp du lịch vui chơi, giải trí, công viên nước, nghỉ dưỡng và là khu chức năng quan trọng của khu du lịch quốc gia núi Bà Đen. Ngoài ra sẽ xây dựng một đập nước nhằm tạo hồ nước nhân tạo tại đây. Ngoài ra còn có khu lưu trú, nghỉ dưỡng sinh thái, sân goft và các dịch vụ liên quan.

## Sự cố

### 20 sinh viên bị lạc
Vào tối ngày 11 tháng 1 năm 2015, Công an tỉnh Tây Ninh nhận được tin báo có một nhóm thanh thiếu niên mất tích khi leo núi, đến tối vẫn chưa thấy họ xuống bao gồm 20 người với 9 nữ và 11 nam. Người dân địa phương cũng nhận được điện thoại từ các người ở dưới chân núi, nhờ tìm kiếm những người bị lạc.
Đến trưa 12 tháng 1, khi đến khu vực Hai Gạo trên sườn núi Bà Đen, cách chân núi một quãng đường đi bộ thì lực lượng cứu hộ tiếp cận được nhóm sinh viên, nhiều thành viên trong nhóm có dấu hiệu đuối sức.